# Mademoiselle Josette, ma femme (film, 1951)
Pour les articles homonymes, voir Mademoiselle Josette, ma femme (homonymie).
Pour plus de détails, voir Fiche technique et Distribution.
Mademoiselle Josette, ma femme est un film français réalisé par André Berthomieu, sorti en 1951, adaptation de la pièce éponyme de Paul Gavault et Robert Charvay.

## Synopsis
Pour toucher le montant de 15 millions, provenant de l'héritage de sa tante Amélie, Josette Dupré doit impérativement être mariée. L'homme qu'elle aime, un jeune Anglais, étant parti pour quelque temps, elle persuade André Ternay, son parrain quadragénaire, d'accepter de contracter un mariage blanc.
Mais ce qui devait être pour le couple une bonne plaisanterie se transforme en une véritable histoire d'amour, lors de leur prétendu voyage de noces. En outre, André est très jaloux.

## Fiche technique
- Titre : Mademoiselle Josette, ma femme
- Réalisation : André Berthomieu
- Scénario : André Berthomieu, d'après la pièce de Robert Charvay et Paul Gavault ; dialogue, Paul Vandenberghe
- Décors : Raymond Nègre
- Photographie : Roger Dormoy
- Son : Lucien Legrand
- Montage : Louisette Hautecoeur
- Musique : Georges van Parys
- Production : Roger de Venloo, Roger Ribadeau-Dumas
- Société de production : Majestic Films ;  Société française de cinématographie (S.F.C.)
- Pays de production : France
- Langue : français
- Format : Noir et blanc - 1,37:1 - 35 mm - Son mono
- Genre : comédie
- Durée : 92 minutes
- Date de sortie :
  - France : 2 février 1951

## Distribution
- Odile Versois : Josette
- Fernand Gravey : André Ternay
- Lysiane Rey : Myrianne
- Georges Lannes : M. Dupré
- André Versini : Vallorbier
- Robert Arnoux : Panard
- Rivers Cadet : Dutilleul
- Paul Faivre : Urbain
- Marcelle Rexiane : Léontine
- Marcelle Hainia : Mme Dutilleul
- Harry-Max : le fondé de pouvoirs
- Jean Berton : le directeur du cabinet
- Guy Rapp : le directeur de l'hôpital
- Charles Bouillaud : le portier
- Charles Jarrell : Joe Jackson
- Suzanne Guémard : Mme Dupré
- Marcel Méral : le valet
- Marcel Mérovée : le caddie
- Jacques Essy